# Timur và đồng đội
Timur và đồng đội (tiếng Nga: Тимур и его команда) là một cuốn tiểu thuyết dành cho thiếu nhi của nhà văn Arkady Gaydar, ra đời năm 1940.

## Nội dung
Câu chuyện xảy ra ở một làng quê Xô viết trong những năm Chiến tranh Vệ quốc vĩ đại. Timur là một cậu bé 14 tuổi, có ý định muốn giúp đỡ những người có hoàn cảnh khó khăn trong làng. Nhưng công việc không hề đơn giản, cậu đã phải kêu gọi sự giúp đỡ của một nhóm bạn và từ đó, người trong làng đã gọi họ là Timur và đồng đội...

### Nhân vật
- Timur

## Ý nghĩa
Tác phẩm có ý nghĩa ca ngợi một thế hệ thiếu niên nước Nga phấn đấu xây dựng, đoàn kết và sáng tạo, anh dũng trong và sau cuộc chiến tranh vệ quốc vĩ đại. Truyện giàu tính nhân văn và giáo dục.

## Ảnh hưởng
Tác phẩm đã được đưa vào trong giáo trình dạy học tại Cộng hòa Dân chủ Đức